# Controversia sobre la libertad académica en la Universidad de Ottawa
La controversia sobre la libertad académica en la Universidad de Ottawa se desató en septiembre de 2020, después de que un profesor utilizara el término «nigger» durante una conferencia para ilustrar cómo ciertos grupos reivindicaban palabras o frases tradicionalmente utilizadas contra ellos. El uso de la palabra por parte del docente y la indignación resultante fueron reportados por primera vez por Charley Dutil y Paige Holland en el medio de noticias estudiantil anglófono de la universidad, Fulcrum. La universidad suspendió al profesor después de que un estudiante ofendido presentara una denuncia. El debate sobre si la suspensión estaba justificada y sobre la libertad académica se encendió entonces. La polémica fue animada y generó mucha cobertura mediática en Canadá, y también atrajo cierta atención en países de Europa. Provocó reacciones del gobierno federal de Canadá: el Bloc québécois defendió la plena libertad académica, mientras que el Nuevo Partido Democrático (NPD) y el Partido Verde de Canadá se opusieron.
Una encuesta sugiere que la mayoría de los canadienses están de acuerdo en que la libertad de expresión debe ser protegida en las universidades, incluido el uso de lenguaje ofensivo en ciertos contextos. Sin embargo, en Quebec, el predominio de la libertad académica de ofender mencionando la palabra N parece defendida con más fuerza o unánimemente, mientras que en el Canadá anglosajón la mera mención de la palabra se asocia con mayor frecuencia a un acto racista: así, según algunos profesores, el caso de la Universidad de Ottawa revela la brecha cultural entre anglófonos y francófonos en el país. En Quebec, la controversia llevó a la creación de una comisión independiente, encabezada por Alexandre Cloutier, para examinar la cuestión de la libertad académica. Según el primer ministro de Quebec, François Legault, que hizo su declaración el 13 de febrero de 2021, acontecimientos como el de la Universidad de Ottawa son provocados por un puñado de activistas radicales que intentan ejercer la censura.
En abril de 2022, el gobierno de la Coalition avenir Québec presentó el proyecto de ley 32 sobre la libertad académica en las universidades. El proyecto de ley se aprobó en junio de 2022.